# Remy Damas
Remy Damas (Mons-lez-Liège, 15 september 1876 - 15 december 1932) was een Belgisch senator.

## Levensloop
Damas was mijnwerker en sloot zich aan bij socialistische syndicale en politieke activiteiten. In 1907 werd hij gemeenteraadslid in zijn geboortedorp.
In 1921 werd hij socialistisch senator in opvolging van de ontslagnemende Alfred Laboulle. Hij vervulde dit mandaat tot aan zijn dood.